# Volodymyr Vynnytchenko
Volodymyr Vynnytchenko (en ukrainien : Володимир Кирилович Винниченко) est un écrivain et homme d'État ukrainien, né le 28 juillet 1880 à Yelisavetgrad (aujourd'hui Kropyvnytskyi), dans le gouvernement de Kherson, et mort le 6 mars 1951 à Mougins en France. Il fut le second président de la République populaire ukrainienne.

## Jeunesse et activités politiques
Vynnytchenko commença à étudier le droit à l'Université de Kiev en 1901, mais, en raison de son expulsion en 1902 pour ses activités révolutionnaires, il ne termina pas ses études. Il fut membre du Parti révolutionnaire ukrainien (RUP) et, plus tard, du Comité exécutif du Parti ouvrier social-démocrate ukrainien (USDRP). Il fut le rédacteur en chef de sa revue nommée Borot'ba. Pour éviter d'être arrêté pour ses activités politiques, Vynnytchenko fuit à l'étranger de nombreuses fois entre 1903 et 1917 et revint en Ukraine ou en Russie toujours de manière clandestine. Ceci lui valut un an de prison en 1903. Pendant la Première Guerre mondiale Vynnytchenko vécut à Moscou illégalement et en 1917 il retourna en Ukraine pour prendre part à la lutte pour l'indépendance de 1917-1920.

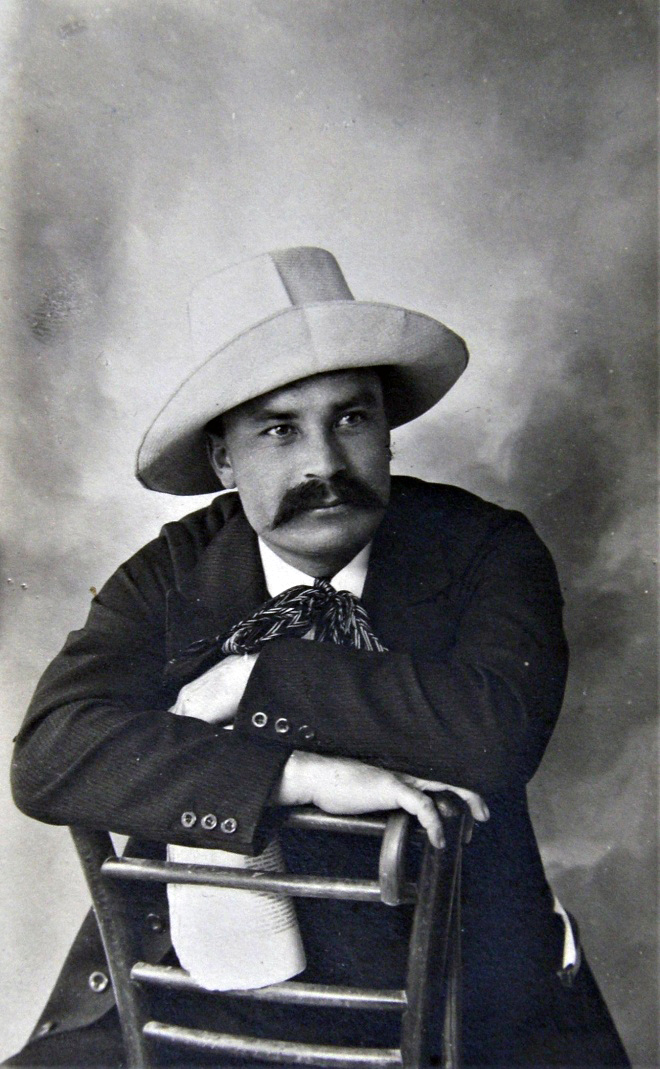
Volodymyr Vynnychenko dans les années 1910.

## Ses fonctions et son exil
En tant que chef de l'USDRP, il fut choisi comme un des deux vice-présidents de la Rada centrale puis comme le premier président du Secrétariat général de la Rada centrale du gouvernement autonome de l'Ukraine. Alors que l'Hetmanat régissait la vie politique en Ukraine à la suite de l'intervention allemande, il dirigea l'Union Nationale Ukrainienne afin de destituer Pavlo Skoropadsky et rétablir la République populaire ukrainienne. Du 19 décembre 1918 jusqu'en février 1919, il fut le président du Directoire d'Ukraine. En désaccord avec la politique pro-Entente du Directoire et face aux désordre en Ukraine, Vynnytchenko démissionna et partit pour Vienne où il tenta de mobiliser les socialistes ukrainiens à l'étranger afin de négocier avec Vladimir Lenine un État socialiste ukrainien indépendant. Il était alors un des responsables du Parti ukrainien Ukapisty et avait quitté l'USDRP. Ses tentatives se révélèrent infructueuses.
À l'été 1920, il se rendit à Moscou et Kharkov. L'Ukapisty était encore toléré. Il fut nommé vice-premier ministre ukrainien soviétique mais il se rendit compte rapidement que les bolcheviques ne lui donnerait pas de pouvoir réel. Vynnytchenko quitta l'Ukraine et mis fin à son association avec l'Ukapisty. Agnostique et libre penseur, Volodymyr Vynnytchenko fut tolérant vis-à-vis de la religion et n'adhéra donc pas à la propagande anti-religieuse du régime soviétique. Il s'installa en France. Bien qu'il maintînt des contacts avec certains dirigeants soviétiques d'Ukraine, il n'y revint jamais. Il se consacra exclusivement à sa carrière littéraire.

## L'écrivain
Vynnytchenko commença à écrire alors qu'il était étudiant. il produit des reportages décrivant le milieu ouvrier qu'il connaissait bien. Sa première histoire, I Krasa Syla en 1902 fit sensation et lui apporta une reconnaissance quasi immédiate. Dans ses récits il évoque avec un style impressionniste les questions sociales et utilise l'humour. Vynnytchenko utilise une langue assez audacieuse puisqu'il y intègre du patois. Ses histoires courtes étaient extrêmement populaires.
Des 20 pièces qu'il écrit, beaucoup d'entre elles furent traduites et mises en scène dans différents théâtres d'Europe. L'égalité proclamée entre les sexes est démystifiée dans Bazar (1910). La notion d'amour spirituel est abordée dans Dysharmoniia (1906). L'acceptabilité de la maternité de substitution est évoquée dans Zakon (1923) et la croyance qu'une noble fin justifie les moyens dans Hrikh (1920). Ayant constaté que les codes moraux sont souvent établis pour protéger les intérêts d'un groupe dominant, Vynnytchenko chercha à trouver une manière dont les humains pourraient vivre une vie vraiment morale. Ceci est retranscrit dans son récit L'honnêteté avec soi-même de 1906.
En tout 11 romans apparurent durant la vie de Vynnytchenko, dont Notes de camus Méphistophélès en 1917 et la Machine solaire en 1928. Sur les trois romans posthume qui paraissent, Votre mot maintenant, Staline en 1971, montre la pensée politique de Vynnytchenko après avoir développé son propre ordre moral du monde qu'il appela le « concordisme ». Il propagea cette notion dans son roman Le commandement nouveau en 1949.
Tout au long de sa vie Vynnytchenko tint un journal détaillé dont deux volumes ont été publiés. Ils fournissent un aperçu de sa vie artistique, personnelle et politique. Vynnytchenko est également l'auteur de trois mémoires d'intérêt historique évoquant la lutte pour l'indépendance dont Renaissance de la Nation en 1920. Jusqu'à la fin des années 1980, les ouvrages de Vynnytchenko furent proscrits en Ukraine. C'est Hryhory Kostiuk qui, par ses efforts, obtint la publication du patrimoine de Volodymyr Vynnytchenko au sein de l'Académie ukrainienne des arts et des sciences aux États-Unis. Ce patrimoine est hébergé à l'Université Columbia de New York. Son manoir Zkoutok a été légué à Ivanna Nijnyk-Vynnykiv par sa veuve qui en fit un conservatoire de l'oeuvre Volodymyr.

## Œuvres en français
- W. Winnitschenko, Nouveau Commandement, roman, trad. Suzanne Davont, 1949, Paris, Presses du Temps Présent.
- Volodymyr Vynnytchenko, Au Souffle des vents, des vents furieux, nouvelles, trad. Juliette Pary, Irène Gricouroff et Viktoriya et Patrice Lajoye, 2022, Lisieux, Lingva,  (ISBN 979-10-94441-57-2)